# Afrikansk saxnäbb
Afrikansk saxnäbb (Rynchops flavirostris) är en afrikansk fågel i familjen måsfåglar inom ordningen vadarfåglar, en av tre arter med unikt längre undernäbb än övernäbb. Arten är fåtalig och minskar i antal, så pass att IUCN kategoriserar den som nära hotad.

## Kännetecken

### Utseende
Saxnäbbar är sjöfåglar som påminner om tärnor till utseendet, men näbbens undre halva är unikt för fågelvärlden längre än den övre. Vid födosök flyger saxnäbbar strax ovanför vattenytan med undre näbbhalvan nedstickande i vattnet för att på så sätt få tag i fisk som befinner sig nära ytan.
Saxnäbbarna också är unika bland fåglarna för sina pupiller som drar ihop sig till en smal vertikal skåra vid starkt ljus, likt de hos katter.
Afrikansk saxnäbb är en relativt stor fågel, 36–42 centimeter lång, och är liksom de övriga två arterna amerikansk saxnäbb (R. niger) och indisk saxnäbb (R. albicollis) svart ovan och vit under med rödaktig näbb. Till skillnad från den förra är näbbspetsen gulfärgad och från den senare är nacken helsvart utan lucka mellan mantel och hätta.

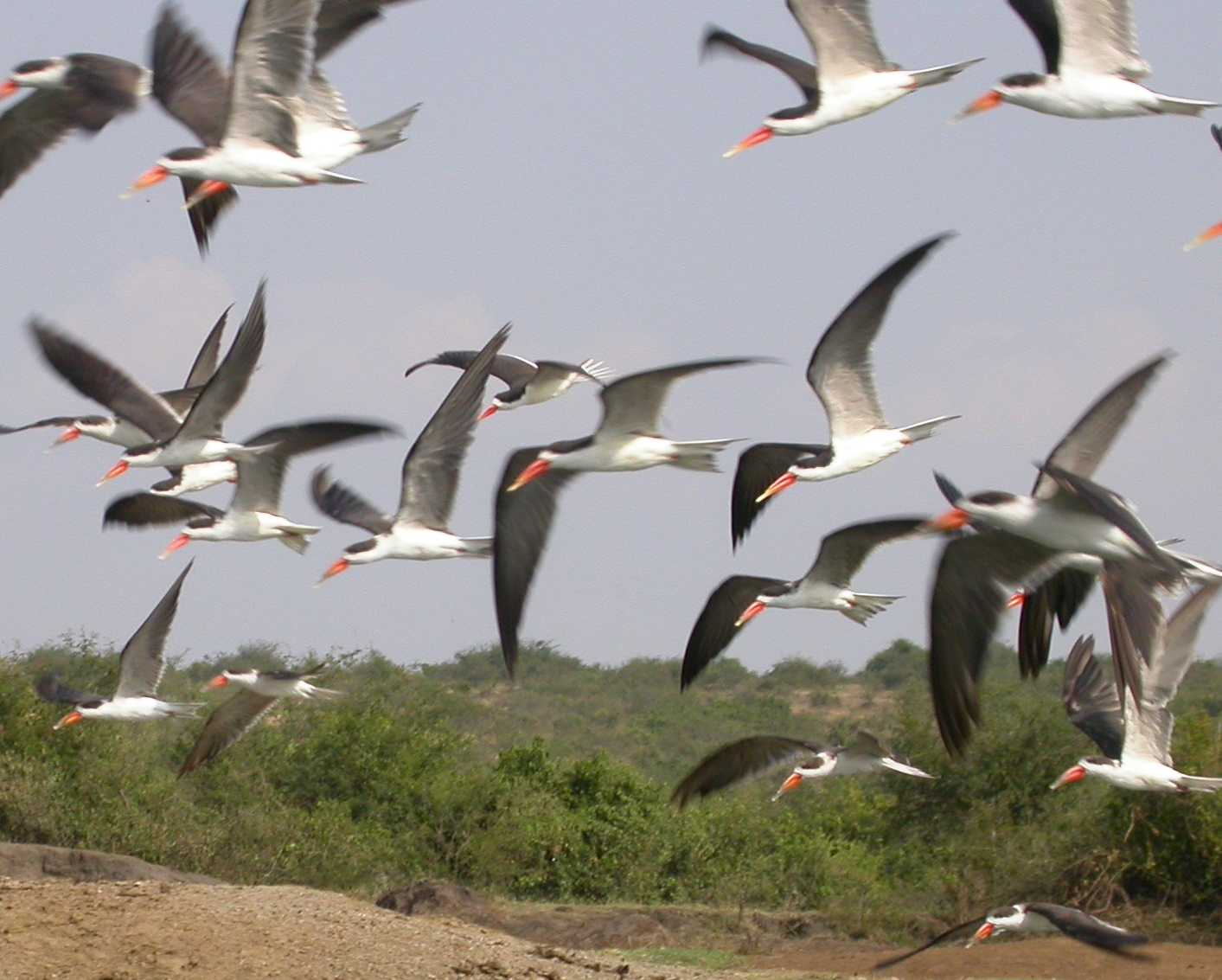
Flock fotograferad i Queen Elizabeth National Park, Uganda.

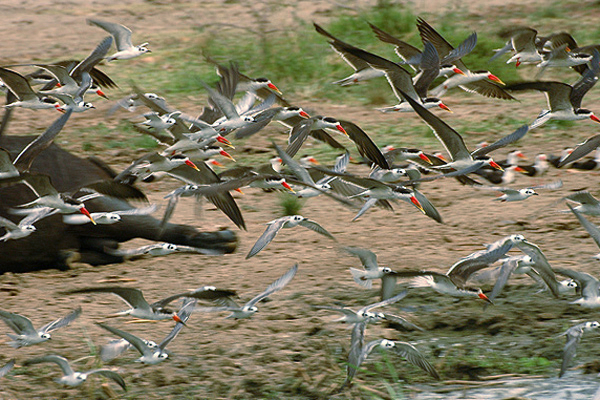
Afrikansk saxnäbb och vitvingade tärnor i Kazingakanael i Uganda.

### Läten
Afrikanska saxnäbbens läten beskrivs som hårdå "rak rak".

## Utbredning
Fågeln förekommer vida spridd i Afrika söder om Sahara men är fåtalig och under häckningstid begränsad till stora och torra sandbankar vid stora floder och vissa sjöar, under 1 800 meter över havet. Utanför häckningstid sprider den sig till floder, sjöar och kuster ända till Egypten, Gambia och Botswana. I Nigeria kan den röra sig så långt som 600 kilometer efter häckning. Större flockar ses utmed Zambezifloden, liksom i Tanzania och Kenya. Den har även setts tillfälligt i Israel och Jemen.

## Ekologi
Afrikansk saxnäbb häcker under torrsäsongen när sandbankarna är som mest exponerade, oftast mellan mars och juni i Västafrika och Östafrika och från juli till november i Afrika söder om ekvatorn. Fågeln häckar i lösa kolonier och lägger två till tre (sällan fyra) ägg i en uppskrapad grop på en sandrevel, inom två till 14 meter från ett annat bo och 30 meter till vattnet. Äggen ruvas 21 dagar.

## Status och hot
Arten har ett stort utbredningsområde, men tros minska i antal, dock inte tillräckligt kraftigt för att den ska betraktas som hotad. Internationella naturvårdsunionen IUCN listar arten som livskraftig (LC). Beståndet uppskattas till mellan 10 000 och 17 000 vuxna individer.

## Namn
Afrikanska saxnäbbens vetenskapliga artnamn flavirostris betyder "gulnäbbad", efter latinets flavus för "gul" och rostrum, "näbb".